# MAIT buňka
Mucosal associated invariant T buňky (MAIT, česky invariantní T buňky asociované se sliznicí) představují samostatnou populaci T-lymfocytů, nesoucí na svém povrchu invariantní αβ T buněčné receptory s omezenou diverzitou. MAIT buňky dokáží rozpoznat metabolity bakterií a hub prezentované na evolučně konzervovaných, MHC příbuzných molekulách MR1. MAIT buňky se vyskytují v krvi, játrech, plicích a sliznici, ale celkově tvoří pouze kolem 5 % všech T lymfocytů v periferii.
Nejběžněji se vyskytují v játrech, kde tvoří 20 až 40 % z celkové T buněčné populace. MAIT buňky na sliznici a v játrech fungují jako senzory infekce, a po rozpoznání cizího antigenu na MR1 molekulách začínají produkovat prozánětlivé cytokiny jako INF-γ, TNF-α nebo IL-17. MR1 molekuly MAIT buňkám prezentují metabolity vznikající při syntéze vitamínu B9 a vitamínu B2 u bakterií, mykobakterií a kvasinek, ale které jsou odlišné od metabolitů vznikajících při syntéze těchto vitamínů u člověka.
Vývoj invariantních se sliznicí asociovaných T lymfocytů probíhá stejně jako u jiných T buněk v thymu. Pozitivní selekce MAIT buněk nastává v okamžiku povrchové exprese rekombinací přeskupeného TCR. Zatímco běžné T lymfocyty jsou selektované pomocí epiteliálních thymových buněk exprimujících MHC I nebo MHC II, MAIT lymfocyty jsou selektované pomocí thymocytů nesoucích na svém povrchu MR1. Důležitým znakem MAIT lymfocytů je schopnost přímého zabití patogenem infikovaných buněk, což je zajištěno exocytózou cytotoxických granulí obsahujících perforiny a granzymy, které v cílových buňkách indukují apoptózu.